# Kaduna South
Kaduna South è una delle ventitré aree a governo locale (local government areas) in cui è suddiviso lo stato di Kaduna, in Nigeria. Estesa su una superficie di 59 chilometri quadrati, conta una popolazione di 402.390 abitanti.